# Younes Nemouchi
Younes Nemouchi (arabisch يونس نموشي; * 16. September 1993 in Constantine) ist ein algerischer Boxer im Mittelgewicht.

## Boxkarriere
Younes Nemouchi boxte 2015 für das algerische Team Algeria Desert Hawks in der World Series of Boxing und war Viertelfinalist der Afrikameisterschaften 2017.
Bei der Weltmeisterschaft 2019 in Jekaterinburg unterlag er in der zweiten Vorrunde gegen den Kubaner Arlen López, gewann jedoch die afrikanische Olympiaqualifikation 2020 in Dakar.
Bei den 2021 ausgetragenen Olympischen Spielen 2020 in Tokio besiegte er in der Vorrunde David Ssemujju aus Uganda, ehe er im Achtelfinale gegen Eumir Marcial von den Philippinen ausschied.
2022 gewann er die Silbermedaille bei den Mittelmeerspielen in Oran und war 2023 Teilnehmer der Weltmeisterschaft in Taschkent.